# 上田市立丸子中央小学校
上田市立丸子中央小学校（うえだしりつ まるこちゅうおうしょうがっこう）は、長野県上田市にある公立小学校。
旧・小県郡丸子町の町制施行当時の町域（旧小県郡丸子村）と同町の最初の編入合併相手同郡東内村を学区としている。
まなびの教室（LD等通級指導教室） が設置されている。

## 概要・歴史
上田市立丸子中央小学校は1968年老朽化した小県郡丸子町立丸子小学校の校舎の建替えが小県郡丸子町議会で取上げられた時点では予定に挙がらなかったものの翌年同議会で「丸子町振興計画」が審議検討された際「小県郡丸子町立東内小学校と合併して統合町立小学校として改築する」という計画が盛り込まれたため1970年に小県郡丸子町立丸子・東内両小学校を統合して開校した学校である。しかし発足当時は部校制を実施していたため正式に開校したのは新校舎の第一期工事が完了した1971年の事である。従ってルーツは小県郡丸子町立丸子小学校と同東内小学校の2校である。

### 旧・丸子町立丸子小学校
学制頒布から2年を経た1874年に小県郡上丸子村を学区とする「（初代）丸子学校」と同郡中丸子・下丸子2村を学区とする「正明学校」が開校したのがルーツである。両校は1878年に合併し「整信学校」と改称するが1882年に「（2代）丸子学校」と改称。1886年には1873年に小県郡腰越・辰の口・和子3村（※　辰の口・和子は荻窪村と1876年に合併して小県郡東内村となる。）を学区とする「惟善学校」として開校したが1874年から腰越村のみとなり1882年改称の「腰越学校」を合併。1889年に4村の合併により小県郡丸子村が発足すると村立丸子尋常小学校と改称。1895年に高等科の分値により村立丸子尋常小学校と改称。1912年に町制施行により小県郡丸子町が発足すると小県郡丸子町立丸子尋常高等小学校と改称する。
1941年には国民学校令発布により小県郡丸子町立丸子国民学校と改称。1947年には学制改革により丸子町立丸子小学校と改称し同時に併設で丸子中学校が開校。併設の丸子中学校は1955年前年丸子町に合併した旧東内村・西内村2村の併設中学校と統合して通学域が拡大。1957年に同中学校が待望の独立校舎を建築し移転したため小学校単独に戻り1970年を迎えていた。

### 旧・丸子町立東内小学校
1873年、学制頒布の翌年小県郡腰越・辰の口・和子3村を学区とする「惟善学校」が開校したが翌年辰の口村・和子村が独立し「龍口学校」・「和子学校」を開校させる。1876年両村は小県郡荻窪村と合併して東内村となるが翌年上田市立西内小学校の前身である「彝倫学校」から旧荻窪村が独立して「荻窪学校」を開校させる。従って分離独立により開校した3校がルーツである。
1886年3校は「平井学校」・「研性学校」と合併し小県郡内村郷一帯を学区とする「内村学校」と改称。（※2代目、初代は上田市立西内小学校#概要・歴史を参照されたい。）1889年小県郡東内村が合併を経ずに発足すると「内村学校」は解体。村立東内尋常小学校と改称。1895年には高等科の分値により村立東内尋常高等小学校と改称し1941年には国民学校令により村立東内国民学校と改称。1947年には学制改革により村立東内小学校と改称し同時に併設で東内中学校と改称。（以降東内小中学校）1954年に小県郡東内村が西内村と共に丸子町に合併されたため丸子町立東内小中学校と改称するが翌年併設していた東内中学校がまだ併設だった小県郡丸子町立丸子中学校（現：上田市立丸子中学校）に統合されたため小学校単独に戻り1970年を迎えていた。

### 統合～上田市立丸子中央小学校発足まで
1969年に丸子町議会の「丸子町振興計画」の議決により丸子・東内両町立小学校が統合され1970年に小県郡丸子町立丸子中央小学校として発足したがこの時点では校舎が完成していなかったため旧丸子小学校を丸子中央小学校丸子部校、旧東内小学校を丸子中央小学校東内部校として存続させる事にしたが統合後の新校舎は旧丸子小学校用地に建設される事となっていたため1971年に旧丸子小学校用地にて行われた第一期工事が完了すると旧丸子小学校用地を丸子中央小学校統一用地と定め名実共に統合。東内部校は廃校となり解体。記念碑が建てられる事となった。そして名実統合から35年を経た2006年小県郡丸子町は同郡真田町・武石村と共に上田市と対等合併。新・上田市が発足し上田市立丸子中央小学校と改称したのである。

## 略年表
- 1873年 - 小県郡腰越・辰の口・和子3村を学区とする「惟善学校」開校。
- 1874年 - 小県郡上丸子村を学区とする「（初代）丸子学校」、同郡中丸子・下丸子2村を学区とする「正明学校」開校。

同年には小県郡辰の口村、同郡和子村が「惟善学校」から独立し「龍口学校」・「和子学校」開校。
- 1877年 - 前年小県郡辰の口・和子・荻窪村の3村が合併し小県郡東内村となる。旧荻窪村が「彜倫学校」から独立し「荻窪学校」開校。
- 1878年 - 「（初代）丸子学校」と「正明学校」が合併し「整信学校」が発足。
- 1882年 - 「整信学校」、「（2代）丸子学校」と、「惟善学校」、「腰越学校」と改称。
- 1886年 - 小学校令の発布により小県郡内村郷の5小学校が合併し「内村学校」発足。

同年には「（2代）丸子学校」が「腰越学校」を吸収合併。
- 1889年 - 小県郡丸子村が4村の合併により発足。「（2代）丸子学校」は村立丸子尋常小学校と改称。

同年には小県郡東内村が合併を経ずに発足したため「内村学校」解体。東内村分は村立東内尋常小学校として発足する。
- 1890年 - 小県郡立高等小学校の廃止による高等科の分値により村立丸子尋常高等小学校・村立東内尋常高等小学校と改称。
- 1912年 - 小県郡丸子村が町制施行し丸子町発足。小県郡丸子町立丸子尋常高等小学校と改称。この年小県郡丸子町立丸子尋常高等小学校内に「丸子陳列館」が開館。学校資料館のハシリとなる。

（※　「丸子陳列館」はのちに「丸子町立郷土資料館」と改称した。）
- 1941年 - 国民学校令発布により小県郡丸子町立丸子国民学校・村立東内国民学校と改称。
- 1947年 - 学制改革の第1弾6・3制の実施により小県郡丸子町立丸子小学校・村立東内小学校と改称。同時に併設で丸子中学校（現：上田市立丸子中学校）開校。
- 1954年 - 小県郡東内村が西内村と共に丸子町に合併。小県郡丸子町立東内小中学校と改称。
- 1955年 - 東内小学校に併設していた東内中学校が丸子中学校に統合されたため小学校単独となる。
- 1957年 - 丸子中学校の独立校舎が完成し移転。これにより丸子小学校は単独となる。
- 1968年 - 丸子町議会にて丸子小学校の改築が議題に上る。
- 1969年 - 前年では統合予定なくがこの年同議会で可決した「丸子町振興計画」により丸子小学校と東内小学校の統合が決まる。
- 1970年 - 小県郡丸子町立丸子小学校・同東内小学校が統合され小県郡丸子町立丸子中央小学校が発足。丸子・東内2部校制をとることとなった。
- 1971年 - 丸子部校用地にて進められていた新築工事第一期分が完成。丸子部校を統合校舎として名実共に統合。東内部校は96年の歴史に幕を閉じる。
- 1972年 - 新築工事が完了。
- 1983年 - 旧東内小学校跡地に丸子町立郷土資料館が完成し移転。博物館併設小学校の歴史に終止符。

（※　新設合併後「上田市立丸子郷土資料館」と改称した。）
- 2006年 - 小県郡丸子町・真田町・武石村が上田市と対等合併し新・上田市発足。上田市立丸子中央小学校と改称。

## 学校所在地
- 〒386-0404　長野県上田市上丸子824番地

## 補足事項
旧丸子中央小学校東内部校のあった所には現在丸子郷土博物館が設置されている。千曲バスのバス停の名前は「郷土博物館前」だがあった頃は「東内小学校前」であった。

## 出身者
- 山浦善樹 - 最高裁判所裁判官